# Каменный Брод (Пензенская область)
Каменный Брод — село в Иссинском районе Пензенской области. Административный центр Каменно-Бродского сельсовета.

## География
Расположено на берегу реки Исса в 10 км на запад от райцентра посёлка Исса.

## История
Основано темниковскими татарами, служившими с середины XVII в. на степных караулах по г. Инсару, на проходных местах степных кочевников через р. Иссу. Впервые упоминается в 1614 г. (18 дворов). В 1780 г. – Каменный Брод – русско-татарское селение. Причем татарские мурзы в начале XVIII в. владели русскими крепостными крестьянами; в 1715 г. все крестьяне были отписаны на великого государя, кроме татар, принявших крещение и оставшихся на положении служилых людей, позднее – государственных крестьян. Выявлен документ под 1725 г. «о построении церкви в деревне Каменный Брод Инсарского уезда». Однако в XIX в., по крайней мере, часть православного населения, являлась прихожанами церкви с. Трехсвятского. Во время Генерального межевание в конце XVIII в. татары были переселены с р. Иссы на ее левый приток Сухой Широкоис, где их деревня стала известна под именем Кильмаевка.
В 1721 г. – за помещиком Умряком Еналеевым. В 1745 г. показано как два села – Архангельское и Никольское. В Никольском за помещиком, солдатом лейб-гвардии Семеновского полка Василием Александровичем Еналеевым – 161 ревизская душа, Афимией Ивановной Колбецкой – 3, княгиней Марией Гавриловной Колончаковой – 12 душ, отписных на великого государя – 2 души; в Архангельском – за капитаном Федором Алексеевичем Ржевским (в деле написано: Мневским) – 518 душ, крестьяне переведены из Суздальского уезда, а также сел Исса и Голицыно, где во время переписи 1718 г. были показаны за княгиней Федосьей Владимировной Голицыной. В 1782 г. – за Федором Алексеевичем …вским, Александром Васильевичем Машковым, Надеждой Борисовной Рахмановой, Петром Осиповичем Чихачевым, Максимом Петровичем Литвиновым, князем Александром Ивановичем Еникеевым, Иваном и Василием Андреевыми детьми Губаревыми, Татьяной Емельяновной Биревой, Пелагеей Ивановной Жмакиной, Анной Емельяновной Еналеевой, княгиней Анной Гавриловной и многими другими помещиками, в том числе татарами, 142 двора, всей дачи – 2701 десятина, в том числе 108 – усадебной земли, 2032 – пашни, 240 – сенных покосов; селение показано на левой стороне р. Иссы и ее залива, при Саранской большой дороге; церковь во имя Архангела Михаила, 3 господских дома деревянных, дача – по левому берегу Иссы, земля – чернозем с песком, «урожай хлеба и травы средствен»; помещичьи крестьяне на пашне, а татары на положенном казенном окладе. В 1785 г. показано в Инсарском уезде Пензенской губернии, часть села за помещиками Губаревыми Иваном и Василием Александровичами (129 ревизских душ), Анной Ивановной Енолеевой (18), Пелагеей Ивановной Жмакиной (20), Колончаковыми (Кулунчаковыми) Василием, Родионом и Петром Федоровичами (63 души вместе с крестьянами д. Лоховщина), Дмитрием Федоровичем Мартыновым (36), Анной Даниловной Маклютовой (9) и Петром Осиповичем Чихачевым (65 душ). В 1911 г. в составе Трехсвятской волости Инсарского уезда, одна община, 115 дворов. имение Альмяшева, в 1 версте – Уварова, 3 ветряные мельницы, 2 кузницы, 2 лавки
.
С 1928 года село входило в состав Украинцевского сельсовета Иссинского района Пензенского округа Средне-Волжской области (с 1939 года — в составе Пензенской области). В 1939 г. – центральная усадьба колхоза «Красный созыв» (организован в 1931 г.), 168 дворов. В 1955 г. — в составе Украинцевского сельсовета, бригада колхоза имени Максима Горького. В 1980-е гг. — центр Каменно-Бродского сельсовета, центральная усадьба колхоза «Заря коммунизма».

## Население
| 1785 | 1864 | 1897 | 1911 | 1926 | 1930  | 1940 |
| ---- | ---- | ---- | ---- | ---- | ----- | ---- |
| 600  | ↘199 | ↗644 | ↗802 | ↗970 | ↗1075 | ↘730 |
| 1959 | 1979 | 1989 | 2002 | 2010 |       |      |
| ↘679 | ↘552 | ↘532 | ↘438 | ↘399 |       |      |

## Инфраструктура
В селе имеются филиал МБОУ «Средняя общеобразовательная школа с. Уварово», детский сад, фельдшерско-акушерский пункт, отделение почтовой связи.